# Libyan Airlines
A  Libyan Airlines  é uma companhia aérea da Líbia.

## Frota

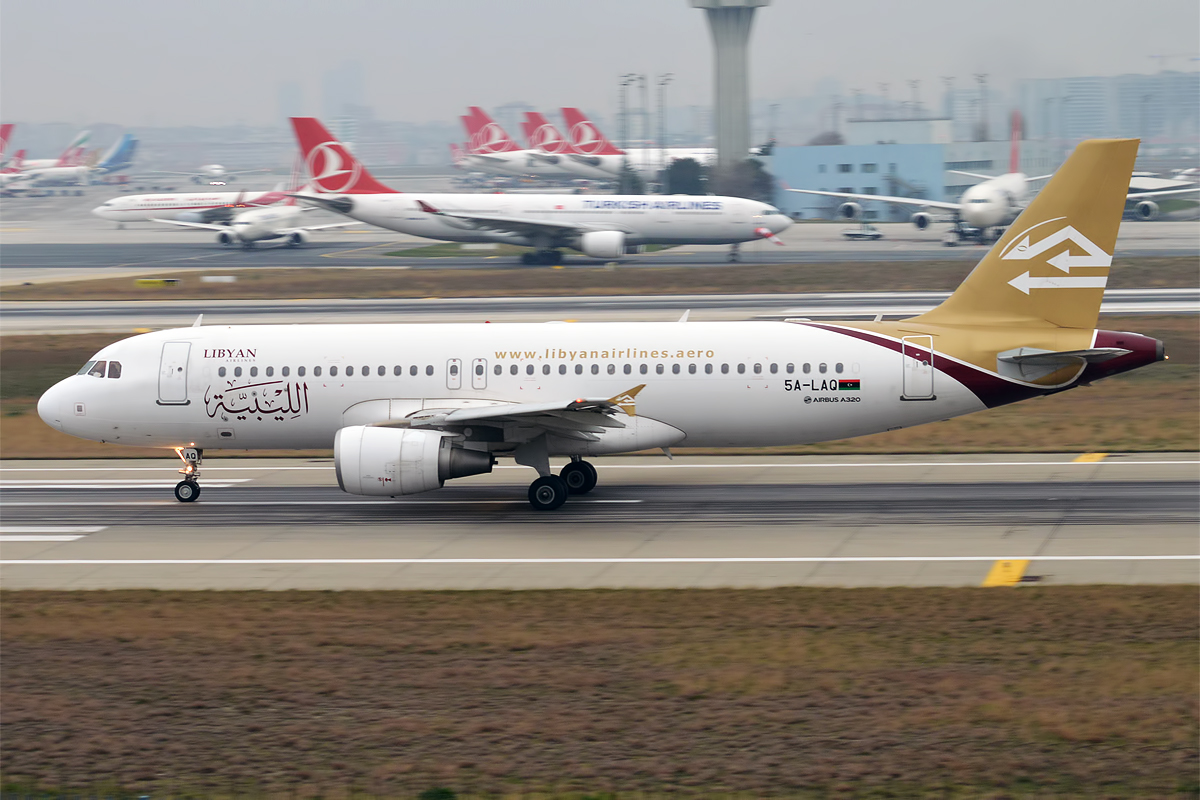
Airbus A320 da Lybian Airlines.

Em agosto de 2017.
- Airbus A320-200: 3
- Airbus A330-200: 3
- Bombardier CRJ900LR: 2